# 特頓角
特頓角（英語：Tutton Point），是南極洲的海岬，位於葛拉漢地的盧貝海岸，處於哈努斯灣，是利亞德島的西南端，由美國探險隊拍攝空中照片，現時由南極條約體系管理。